# Giuseppe Baccini
Giuseppe Baccini (Barberino di Mugello, 1851 – Firenze, 1922) è stato uno storico italiano.

## Biografia
Nacque a Barberino di Mugello nel 1851 e rimase presto orfano di entrambi i genitori e quindi costretto a formarsi da autodidatta. Si trasferì a Firenze e, forte dell'esperienza acquisita nella farmacia di Barberino, lavorò nella storica farmacia del Canto alle Rondini, che era anche un luogo di ritrovo di bibliotecari, archivisti e appassionati bibliofili, dove trovò l'ambiente ideale per alternare il mestiere di speziale all'attività di erudito che lo appassiona, tanto da iniziare, nel 1899, la sua proficua collaborazione nella Biblioteca Nazionale. Molte testimonianze del suo lavoro rimangono tuttora in Biblioteca: compilò i cinque volumi manoscritti del catalogo dei carteggi vari e l'inventario del Fondo Tommaseo, insieme a Paolo Prunas. 
Contemporaneamente condusse studi accurati su fonti archivistiche che diedero adito ad alcune pubblicazioni come Storia antica e moderna del Mugello ad opera di prete Lino Chini (Firenze, Tipografia del vocabolario, 1883), Ricordi patriottici tratti da un diario inedito di Pietro Cironi (Firenze, Tipografia Cooperativa, 1911), e, una delle più famose, Margherita Luisa d'Orleans granduchessa di Toscana (Firenze, Il giornale d'erudizione, 1898). Preparò queste sue pubblicazioni attraverso lo studio delle fonti manoscritte, e di questa sua attività rimase una mole enorme di copie da lui redatte dal materiale più eterogeneo; interi carteggi, documenti, curiosità. Ha inoltre curato numerose opere altrui, raccogliendo notizie, elaborando premesse e introduzioni come, ad esempio, il poema di B. Corsini, Il Torracchione desolato (Firenze, G. Baccini, 1887), Le prediche del Savonarola (Firenze, Salani, 1889), Giovan Battista Fagiuoli, Notizie e aneddoti su documenti raccolti da Giuseppe Baccini (Firenze, Salani, 1886). Seguendo una sua naturale inclinazione per lepidezze di stampo erotico, diresse la «Bibliotechina grassoccia», collana di curiosità amatorie, e pubblicò, nel 1913, un Dizionario dell'amore.    
Per il Mugello, sua terra d'origine, mantenne un costante amore e interesse, tradotto nella continuità delle relazioni da lui intrattenute con personaggi importanti di quella regione; primo fra tutti Luigi Guglielmo Cambray Digny e la sua famiglia, in particolare la figlia Marianna, con la collaborazione della quale pubblicò nel 1913 il Carteggio Politico di Luigi Guglielmo Cambray Digny (Milano, Treves . Non a caso nelle carte Cambray Digny conservate nella Biblioteca Nazionale Centrale  si trovano mescolati moltissimi appunti autografi del Baccini e intere cassette di lettere e documenti da lui copiati; in Mugello Giuseppe Baccini fu anche ispettore per i monumenti e da questa carica trassero origine varie opere, fra cui Le ville medicee di Cafaggiolo e di Trebbio in Mugello (Firenze, Baroni e Lastrucci, 1897). 
Morì a Firenze il 17 novembre 1922

## Archivio
L'Archivio di Giuseppe Baccini è costituito da due fondi:  il primo fondo conservato presso la Biblioteca Nazionale fu in parte acquistato dalla Biblioteca direttamente da Baccini il 16 novembre 1896, in parte donato dallo stesso il 21 aprile 1900; un secondo fondo conservato presso la Biblioteca Marucelliana,  pervenuto nel 1940, è costituito da ca. 3.000 lettere indirizzate a G. B., comprese tra il 1880 e il 1917.  